# Room Service (Album)
Room Service ist das siebte Studioalbum von Roxette. Es wurde am 3. April 2001 bei dem Plattenlabel EMI veröffentlicht. Das zuerst ausgekoppelte Lied The Centre of the Heart war in vielen Ländern erfolgreich und erreichte in Schweden Platz 1.

## Rezeption
Leslie Matthew von AllMusic beschrieb das Album als „Pop-Perle“ mit nur sehr wenigen „Lückenfüllern“: “Room Service is an exciting, immediate, high-gloss pop gem that contains very little filler indeed.” Es sei das beste Album seit Joyride. Er gab 3 von 5 Sternen. Caroline Sullivan von The Guardian kritisierte unter anderem die Texte: “As ever, singer Marie Fredriksson is the brittle focal point, compelling yet curiously unengaged as she tries to negotiate Per Gessle’s lyrics.”

## Titelliste
| #   | Titel                                              | Länge |
| --- | -------------------------------------------------- | ----- |
| 1.  | Real Sugar                                         | 3:17  |
| 2.  | The Centre of the Heart (Is a Suburb to the Brain) | 3:22  |
| 3.  | Milk and Toast and Honey                           | 4:04  |
| 4.  | Jefferson                                          | 3:50  |
| 5.  | Little Girl                                        | 3:36  |
| 6.  | Looking for Jane                                   | 3:19  |
| 7.  | Bringing Me Down to My Knees                       | 3:48  |
| 8.  | Make My Head Go Pop                                | 3:22  |
| 9.  | Try (Just a Little Bit Harder)                     | 3:13  |
| 10. | Fool                                               | 3:52  |
| 11. | It Takes You No Time to Get Here                   | 3:35  |
| 12. | My World, My Love, My Life                         | 4:02  |

## Kommerzieller Erfolg

### Chartplatzierungen

#### Album
| ChartsChartplatzierungen | Höchstplatzierung | Wochen |
| ------------------------ | ----------------- | ------ |
| Deutschland (GfK)        | 3 (35 Wo.)        | 35     |
| Österreich (Ö3)          | 4 (11 Wo.)        | 11     |
| Schweiz (IFPI)           | 2 (17 Wo.)        | 17     |
| Schweden (GLF)           | 1 (23 Wo.)        | 23     |

| ChartsJahrescharts (2001) | Platzierung |
| ------------------------- | ----------- |
| Deutschland (GfK)         | 34          |
| Schweiz (IFPI)            | 46          |
| Schweden (GLF)            | 9           |

#### Singles
Die ausgekoppelten Singles waren wenig erfolgreich, wobei The Centre of the Heart noch Platz 1 in Schweden erreichte, mit Platz 13 in Finnland, Platz 21 in den flämischen Charts, Platz 43 in Italien und Platz 74 in den Niederlanden aber keine weitere Top-Ten-Platzierungen schaffte. Die zweite Auskopplung Real Sugar brachte es nur knapp in die deutschen und Schweizer Charts. Auch im heimatlichen Schweden verpasste der Titel die Top Ten deutlich. Milk an Toast and Honey konnte es nirgends unter die besten zehn Titel einer Landeswertung schaffen. Außerhalb Schwedens und der D-A-CH-Länder konnte sich das Lied nur kurzzeitig in Belgien (Platz 49, 1 Woche), Großbritannien (Platz 89, 1 Woche) und den Niederlanden (Platz 80, 11 Wochen) platzieren.

| Jahr | Titel                                              | Höchstplatzierung, Gesamtwochen, AuszeichnungChartplatzierungen (Jahr, Titel, , Platzierungen, Wochen, Auszeichnungen, Anmerkungen) | Höchstplatzierung, Gesamtwochen, AuszeichnungChartplatzierungen (Jahr, Titel, , Platzierungen, Wochen, Auszeichnungen, Anmerkungen) | Höchstplatzierung, Gesamtwochen, AuszeichnungChartplatzierungen (Jahr, Titel, , Platzierungen, Wochen, Auszeichnungen, Anmerkungen) | Höchstplatzierung, Gesamtwochen, AuszeichnungChartplatzierungen (Jahr, Titel, , Platzierungen, Wochen, Auszeichnungen, Anmerkungen) | Höchstplatzierung, Gesamtwochen, AuszeichnungChartplatzierungen (Jahr, Titel, , Platzierungen, Wochen, Auszeichnungen, Anmerkungen) | Anmerkungen                             |
| Jahr | Titel                                              | DE | AT | CH | UK | SE | Anmerkungen                             |
| ---- | -------------------------------------------------- | --- | --- | --- | --- | --- | --------------------------------------- |
| 2001 | The Centre of the Heart (Is a Suburb to the Brain) | DE31 (9 Wo.)DE | AT30 (11 Wo.)AT | CH28 (15 Wo.)CH | — | SE1 (12 Wo.)SE | Erstveröffentlichung: 28. Februar 2001  |
| 2001 | Real Sugar                                         | DE96 (1 Wo.)DE | — | CH72 (1 Wo.)CH | — | SE23 (10 Wo.)SE | Erstveröffentlichung: 2. Juli 2001      |
| 2001 | Milk and Toast and Honey                           | DE54 (9 Wo.)DE | — | CH29 (17 Wo.)CH | UK89 (1 Wo.)UK | SE21 (14 Wo.)SE | Erstveröffentlichung: 3. September 2001 |

### Auszeichnungen für Musikverkäufe
| Land/Region          | Auszeichnungen für Musikverkäufe (Land/Region, Auszeichnung, Verkäufe) | Verkäufe |
| -------------------- | ---------------------------------------------------------------------- | -------- |
| Dänemark (IFPI)      | Gold                                                                   | 25.000   |
| Deutschland (BVMI)   | Gold                                                                   | 150.000  |
| Finnland (IFPI)      | Gold                                                                   | 23.394   |
| Schweden (IFPI)      | Platin                                                                 | 80.000   |
| Schweiz (IFPI)       | Gold                                                                   | 20.000   |
| Spanien (Promusicae) | Gold                                                                   | 50.000   |
| Insgesamt            | 5× Gold · 1× Platin ·                                                  | 348.394  |

Hauptartikel: Roxette/Auszeichnungen für Musikverkäufe